# Élection présidentielle hongroise de 2010
L’élection présidentielle hongroise de 2010 a lieu le 29 juin 2010 afin d'élire au suffrage indirect le président de la République de Hongrie pour un mandat de cinq ans.
Ce scrutin présidentiel intervient quelques mois après des élections législatives largement remportées par le Fidesz, dans le contexte d'une alternance qui voit le retour de Viktor Orbán au pouvoir.
Le président sortant László Sólyom, élu cinq ans plus tôt, peut théoriquement briguer un second quinquennat selon les dispositions de la Constitution.
Sans surprise, le candidat du Fidesz Pál Schmitt remporte facilement l'élection dès le premier tour face à son concurrent du Parti socialiste hongrois, compte tenu de l'importante majorité parlementaire de droite.

## Contexte
Élu président de la République au terme d'un scrutin laborieux en juin 2005, le président sortant László Sólyom, un juriste et ancien juge constitutionnel très respecté, a renoncé à solliciter un second mandat de cinq ans. Cette élection présidentielle doit alors désigner son successeur.
Grâce à sa large victoire à l'issue des élections législatives des 11 et 25 avril 2010, le Fidesz, parti de la droite conservatrice et nationaliste, est assuré de faire élire son candidat à la présidence de la République : avec 263 voix sur 386, la coalition liant le Fidesz au KDNP dispose de la majorité des deux-tiers suffisante pour faire élire sn candidat désigné dès le premier tour. Le 23 juin 2010, moins d'une semaine avant l'élection, le chef du gouvernement annonce alors avoir choisi le président de l'Assemblée nationale Pál Schmitt comme candidat au poste, largement honorifique, de chef de l'État.
Le Parti socialiste (MSzP), qui souhaitait la candidature du président sortant, décide finalement de proposer le diplomate András Balogh, ambassadeur de Hongrie en Thaïlande, comme candidat après avoir envisagé de s'abstenir. Le Mouvement pour une meilleure Hongrie (Jobbik), d'extrême-droite, et La politique peut être différente (LMP), écologiste et centriste, refusent de présenter un candidat ou de se prononcer sur l'un des deux précédemment cités, ne les jugeant pas qualifiés pour exercer la magistrature suprême.

## Résultats
|                          | Pál Schmitt              | Fidesz                   | 263      | 81,68    |  |  |  |  |
|                          | András Balogh            | MSzP                     | 59       | 18,32    |  |  |  |  |
|                          |                          |                          |          |          |  |  |  |  |
| Majorité requise         | Majorité requise         | Majorité requise         | 258 voix | 258 voix |  |  |  |  |
|                          |                          |                          |          |          |  |  |  |  |
| Suffrages exprimés       | Suffrages exprimés       | Suffrages exprimés       | 322      | 87,98    |  |  |  |  |
| Votes blancs et nuls     | Votes blancs et nuls     | Votes blancs et nuls     | 44       | 12,02    |  |  |  |  |
| Total                    | Total                    | Total                    | 366      | 100      |  |  |  |  |
| Abstentions              | Abstentions              | Abstentions              | 20       | 5,18     |  |  |  |  |
| Inscrits / Participation | Inscrits / Participation | Inscrits / Participation | 386      | 94,82    |  |  |  |  |